# Стела «Город воинской славы» (Калач-на-Дону)
Па́мятник-сте́ла «Го́род во́инской сла́вы» был открыт 19 ноября 2017 года на бульваре 300-летия Калача-на-Дону. Стела установлена в память о присвоении Калачу-на-Дону почётного звания «Город воинской славы».

## История
С Калачом-на-Дону связаны важные сражения Гражданской и Великой Отечественной войны. В ходе боевых действий Гражданской войны Калач, игравший огромную роль в обороне Царицына (1918-1919), неоднократно переходил из рук в руки. Унесшие свыше 50 тысяч жизней советских воинов кровопролитные бои, развернувшиеся в районе города, сыграли важную роль в Сталинградской битве: немецко-фашистские войска, ворвавшиеся в Калач 26 августа 1942 года, были изгнаны 23 ноября 1942 года, когда в рамках операции «Уран» в шести километрах от Калача советские войска замкнули кольцо вокруг сталинградской группировки противника в междуречье Волги и Дона общей численностью 330 тысяч человек. Калачевцы отважно сражались на фронтах в составе 9-й мотострелковой бригады, сформированной в Калаче-на-Дону в апреле-мае 1942 года. Впоследствии она получила почётное наименование 31-й гвардейской Краснознаменской Плоештинско-Порт-Артурской ордена Богдана Хмельницкого механизированной бригады. 
После введения в 2006 году почётного звания «Город воинской славы» ветеранские и общественные организации в 2007 году выступили с инициативой о присвоении Калачу-на-Дону этого высокого знака отличия, поддержанной городскими и областными органами власти, и Указом президента Российской Федерации от 25 марта 2010 года № 342 почётное звание было присвоено. 5 мая 2010 года в Екатерининском зале Московского Кремля состоялась церемония вручения грамот о присвоении высокого звания городам, в числе которых был Калач-на-Дону. Грамоту из рук президента приняли глава города Владимир Кришталь, ветеран Великой Отечественной войны Василий Бородин и юный воспитанник казачьего кадетского класса Василий Сафонов. 
В соответствии с Указом президента РФ от 1 декабря 2006 года № 1340, в каждом городе, удостоенном этого высокого звания, устанавливается стела, посвящённая этому событию. Архитектурно-скульптурное решение памятной стелы «Город воинской славы» утверждено Российским организационным комитетом «Победа» по результатам открытого всероссийского конкурса, в котором в 2008 году победил проект авторского коллектива в составе: заслуженный архитектор России И. Н. Воскресенский, Г. А. Ишкильдина, В. В. Перфильев, народный художник России С. А. Щербаков. В рамках мероприятий по благоустройству городского центра по итогам обсуждения было принято решение соорудить памятник на бульваре 300-летия Калача-на-Дону, чтобы он составил единый мемориальный комплекс с танком-памятником Т-34, установленным ранее в честь советских танкистов, освободивших город. Торжественная церемония открытия стелы, приуроченная к 75-летию начала контрнаступления советских войск под Сталинградом, состоялась 19 ноября 2017 года. В ней приняли участие горожане, ветераны, представители власти и общественных организаций. Почётное право открытия памятника было предоставлено председателю Государственной думы В. В. Володину, губернатору Волгоградской области Герою Российской Федерации А. И. Бочарову и ветеранам Великой Отечественной войны: почётному гражданину города Калача-на-Дону В. П. Бородину и участнику Сталинградской битвы И. И. Попову. После открытия стелы жители и гости города стали зрителями парада: торжественным маршем проследовали личный состав воинских частей Калачёвского гарнизона, кадеты средних общеобразовательных учреждений и отряды региональной организации «Юнармия».
30 января 2013 года Почта России выпустила почтовую марку, а 2 ноября 2015 года Центральным банком России в обращение была выпущена памятная монета «Город воинской славы Калач-на-Дону» достоинством 10 рублей. Ещё одним символом стал Меч Победы, вручённый Калачу-на-Дону, как и другим городам воинской славы, 9 июня 2022 года в зале Славы Музея Победы в парке Победы на Поклонной горе в Москве. Изготовленный в Златоусте меч покрыт золотом высшей 999,9 пробы и инкрустирован уральскими самоцветами — гранатами, символизирующими пролитую кровь, и голубыми топазами, которые считаются символом мира. Длина мечей составляет 1,2 метра, вес — более пяти килограммов. На клинке, украшенном растительным орнаментом, высечены знаменитые слова князя Александра Невского: «Кто с мечом к нам придет, тот от меча и погибнет». Ранее, в апреле 2015 года, аналогичные Мечи Победы были переданы на вечное хранение городам-героям. Меч и грамота о присвоении почётного звания заняли место в экспозиции Калачевского краеведческого музея, отражающей военно-исторические события, в связи с которыми Калач-на-Дону обрёл статус Города воинской славы.
Символ мужества и воинской славы представляет собой полированную гранитную колонну дорического ордера высотой 12,5 метров (с бронзовыми капителью и базой). Наверху колонны — бронзовый государственный герб России, на постаменте в бронзовом картуше располагается текст Указа Президента РФ о присвоении почётного звания, а на оборотной стороне — бронзовый герб Калача-на-Дону. В начале строительства стелы в День памяти и скорби 22 июня 2017 года под четыре угла её нижней фундаментной плиты по инициативе почётного гражданина города А. Г. Рукосуева были помещены четыре закладные монеты — памятные монеты из серии «Города воинской славы» с гербом Калача-на-Дону. Колонну окружают четыре гранитных пилона. Типовым проектом предусмотрено размещение на пилонах бронзовых барельефов, изображающих военно-исторические события, связанные с городу почётного звания. Однако городские власти в 2017 году барельефы на пилонах размещать не стали, потратив сэкономленные деньги на благоустройство бульвара 300-летия Калача-на-Дону, ставшего местом проведения торжественных и памятных мероприятий, в том числе посвящённых Дню города, Дню защитника Отечества и Дню Победы.

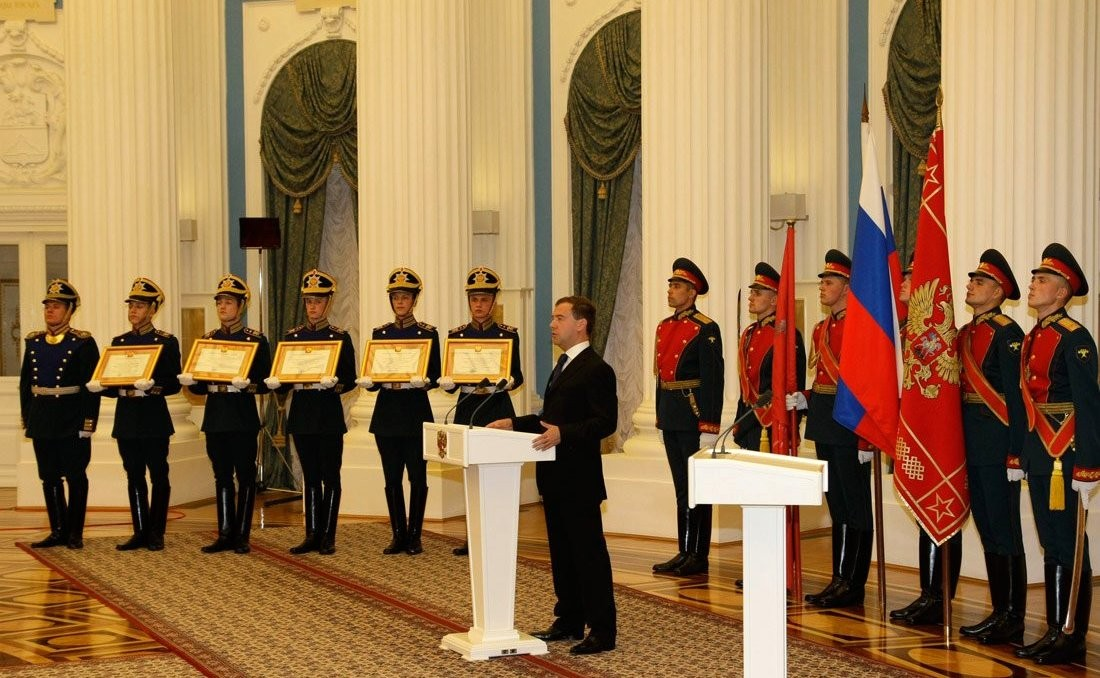
Церемония вручения грамот о присвоении почётных званий городам
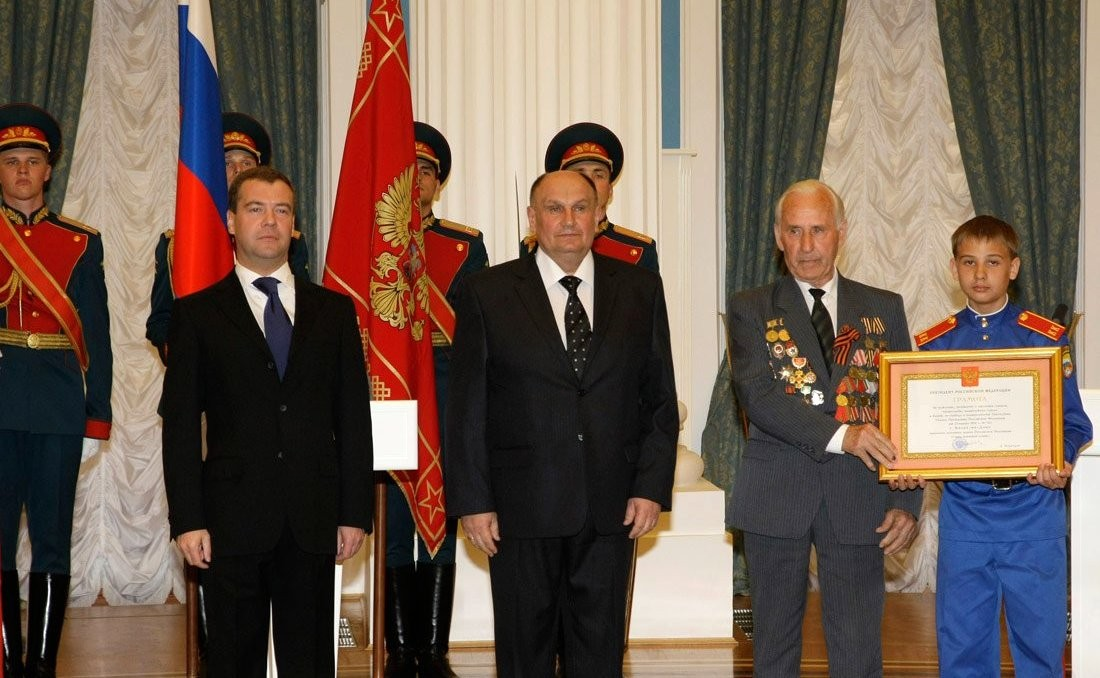
Вручение президентом представителям Калача-на-Дону грамоты о присвоении почётного звания
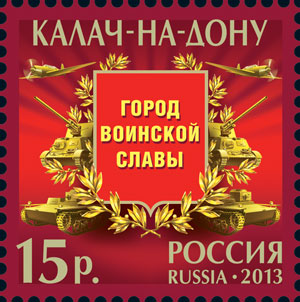
Памятная марка, посвящённая городу воинской славы
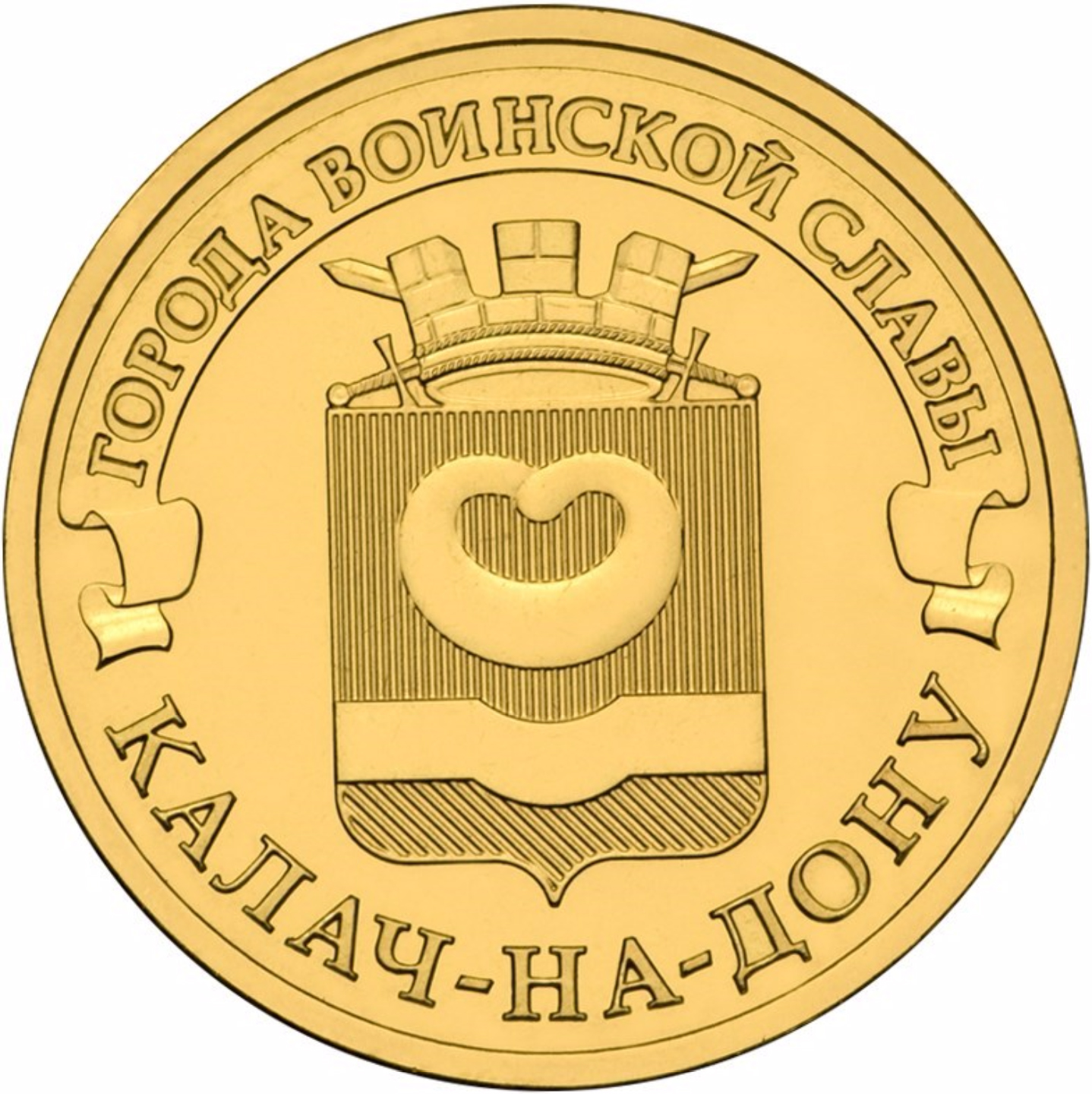
Изображение герба города воинской славы на монете
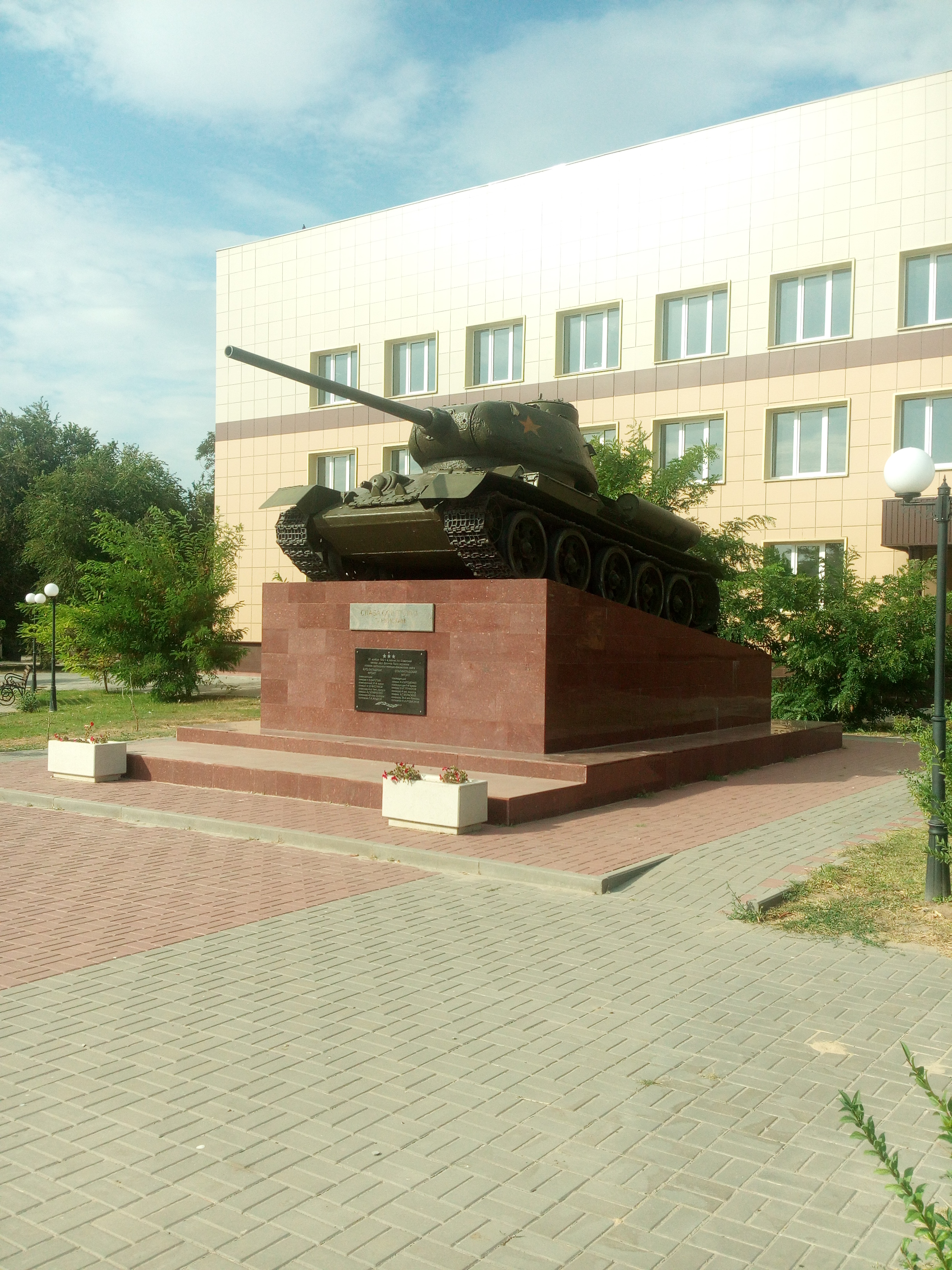
Памятник танкистам